# Ceratozetes clypeatus
Ceratozetes clypeatus är en kvalsterart som först beskrevs av Hercule Nicolet 1855.  Ceratozetes clypeatus ingår i släktet Ceratozetes och familjen Ceratozetidae. Inga underarter finns listade i Catalogue of Life.